# Kanjobal-Sprache
Kanjobal, auch Q'anjob'al,  ist eine Maya-Sprache, die hauptsächlich von etwa 140.000 bis 200.000 Indigenen, den gleichnamigen Q'anjob'al auf der westlichen Hochebene von Guatemala gesprochen wird.
Bei der Volkszählung von 2002 in Guatemala gaben 139.830 Personen (1,4 %) Q'anjob'al als Muttersprache an; 159.030 Personen (1,4 %) bezeichneten sich als Q'anjob'al. Die Kanjobal-Sprecher konzentrieren sich auf drei Municipios im Departamento Huehuetenango: Santa Eulalia (Jolom Konob), San Juan Ixcoy (Yich K’ox), San Pedro Soloma (Tz’uluma’) y Santa Cruz Barillas (Yal Motx).
Als weitere Sprachen des Sprachstammes Q'anjob'al werden Chuj, Acateco, Jacalteco und Tojolabal angesehen.